# Psallus betuleti
Psallus betuleti is een wants uit de familie van de blindwantsen (Miridae). De soort werd het eerst wetenschappelijk beschreven door Carl Fredrik Fallén in 1826.

## Uiterlijk
De zwarte, zwartbruine, soms gedeeltelijk rode wants wants is macropteer (langvleugelig) en kan 5 tot 5,5 mm lang worden. Bij de vrouwtjes is het lichaam ovaal, bij de mannetjes is het langwerpig ovaal en is bedekt met goudglanzende schubachtige haartjes. Boven het uiteinde van het verharde gedeelte van de voorvleugels (de cuneus) loopt een lichte streep. Het scutellum is soms rood. Het doorzichtige deel van de voorvleugels heeft gele aders. De pootjes zijn roodbruin, de antennes zijn zwart. Soms is bij vrouwtjes het middelste gedeelte van het tweede antennesegment bruin. Psallus betuleti lijkt zeer op Psallus montanus. de vrouwtjes zijn niet van elkaar te onderscheiden en de mannetjes kunnen alleen met zekerheid van elkaar onderscheiden worden op basis van genitaalpreparaten.

## Leefwijze
De soort legt eitjes aan het eind van het seizoen die na de winter uitkomen. Er is één enkele generatie in het jaar. De wantsen zijn in mei volwassen en de imagines kunnen tot augustus aangetroffen worden langs bosranden en in parken en tuinen op zachte berk (Betula pubescens ) en ruwe berk (Betula pendula) waar ze sap van de waardplant zuigen en jagen op bladluizen.

## Leefgebied
In Nederland is de wants zeldzaam. Het leefgebied is Palearctisch en strekt zich uit van Europa tot in Azië.